# パリ花公園
パリ花公園（パリはなこうえん; Parc floral de Paris）は、パリ12区のヴァンセンヌの森の一画にある35ヘクタールの公園・植物園であり、ブローニュの森のバガテル公園とオートゥイユ温室庭園、ヴァンセンヌの森のパリ樹木園（正式名称：エコール・デュ・ブルイユ樹木園）とパリ花公園の4つを併せて「パリ市植物園」と呼ぶ（パリ5区の「パリ植物園」と要区別）。

## 概要

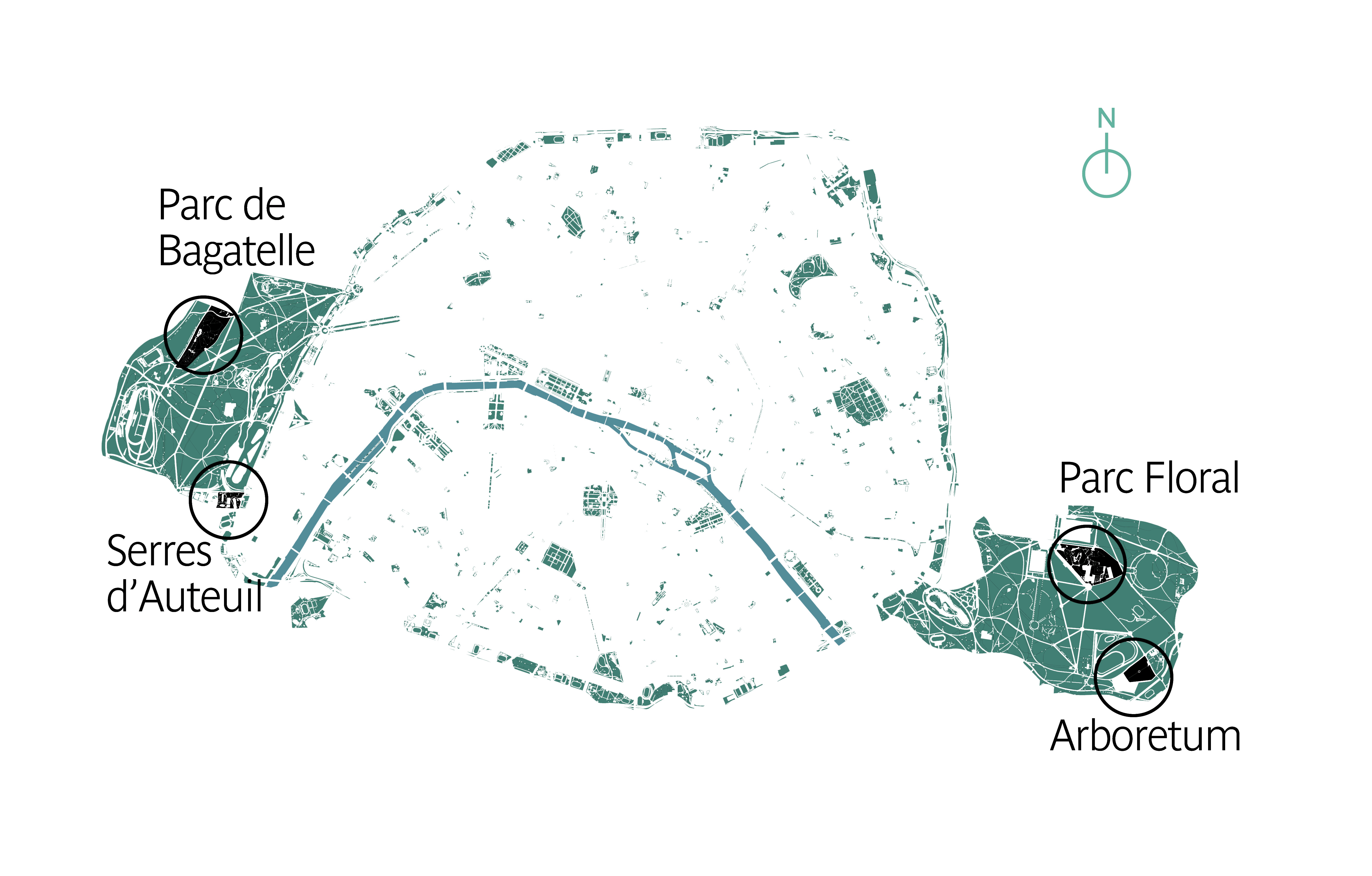
パリ市植物園：西側のブローニュの森にバガテル公園とオートゥイユ温室庭園、東側のヴァンセンヌの森に花公園と樹木園。

パリ花公園はヒマラヤスギ、イトスギ、オーク、イタリアカサマツなどの大木に覆われ、東洋の植物などフランスでは比較的珍しい植物が植えられた広大な区画、2つの池（1つは蓮池）、季節ごとにチューリップ、ダリアなどの特定の花を多品種取り寄せて植えた庭、日本の盆栽を展示する「盆栽館」、温室のほか、子供の遊び場、複数の展示会場「イベント・スペース」、多目的ホール「シェネ・ドュ・ロワ館」、植物園の情報を提供する「植物園の家」、野外ステージなどがある。野外ステージでは、毎年6月から9月までの土日にジャズ・フェスティバル（6月・7月）およびクラシック・コンサート（8月・9月）が開催される。
ツツジ科の植物が多いことが特徴の一つであり、フランスでは珍しい牡丹園もある。

## 歴史
パリ花公園があるヴァンセンヌの森は13世紀には周囲を12キロの塀で囲われた王家の狩猟場であり、パリ花公園の向かいにあるヴァンセンヌ城が狩猟小屋であった。18世紀にルイ15世がこの塀の6か所に出入口を設けて庭園にした。19世紀には軍の演習場となり、兵舎も建設された（現在でも公園の隣に「ヴァンセンヌ要塞」と呼ばれる軍の建物がある）。1860年、ナポレオン3世がヴァンセンヌの森をパリ市に譲渡し、パリ西側のブローニュの森と対を成す公園が造られた。
1969年にパリ花公園でパリ国際園芸博覧会が開催され、17か国が参加した。

## ギャラリー 1 (風景)

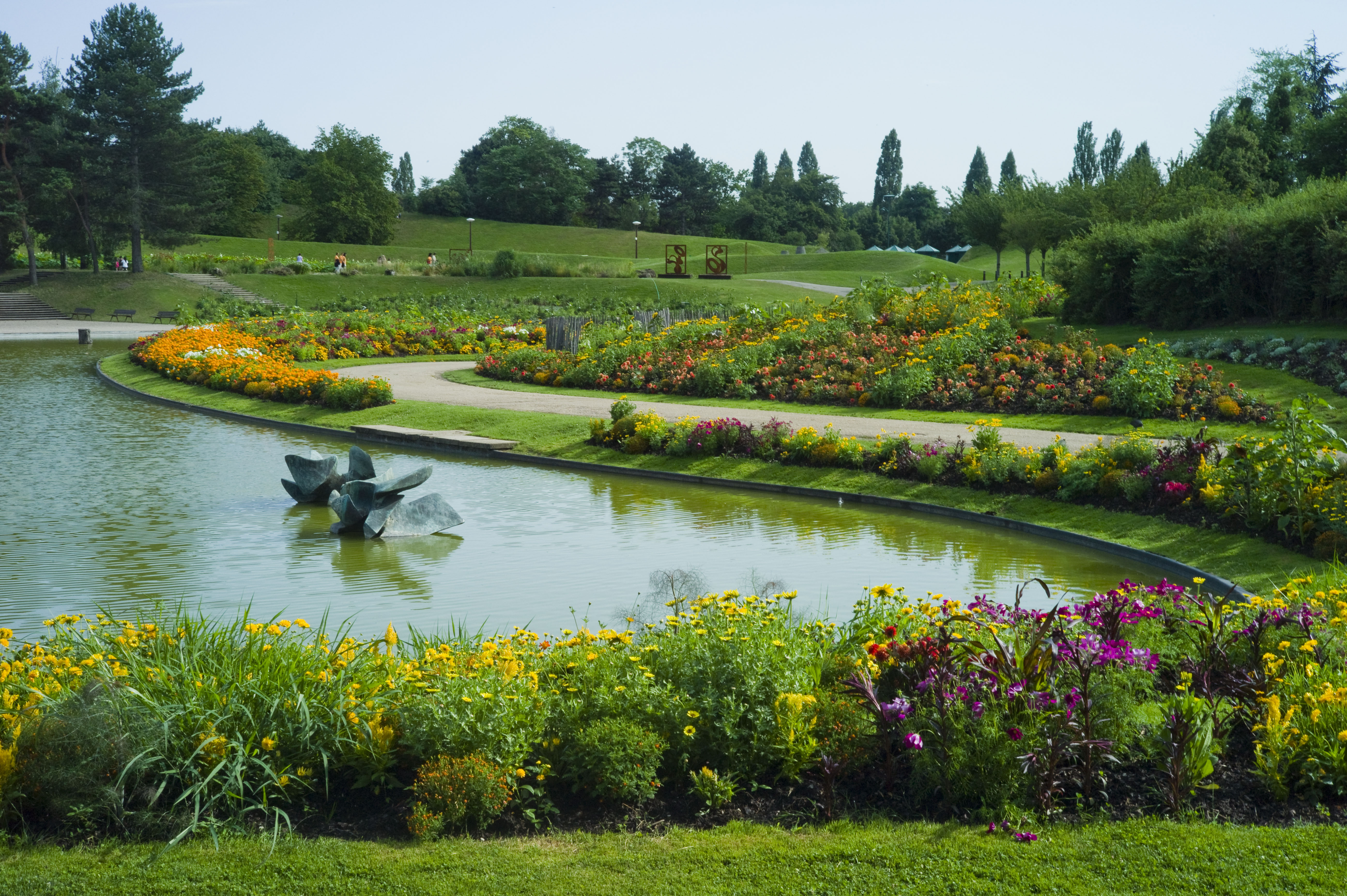
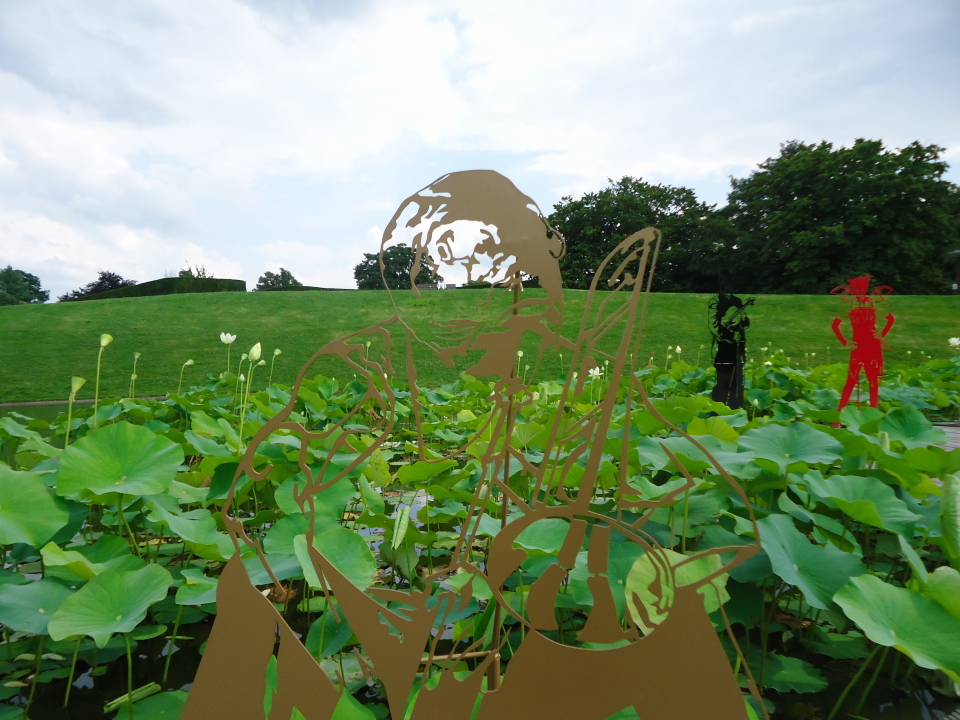
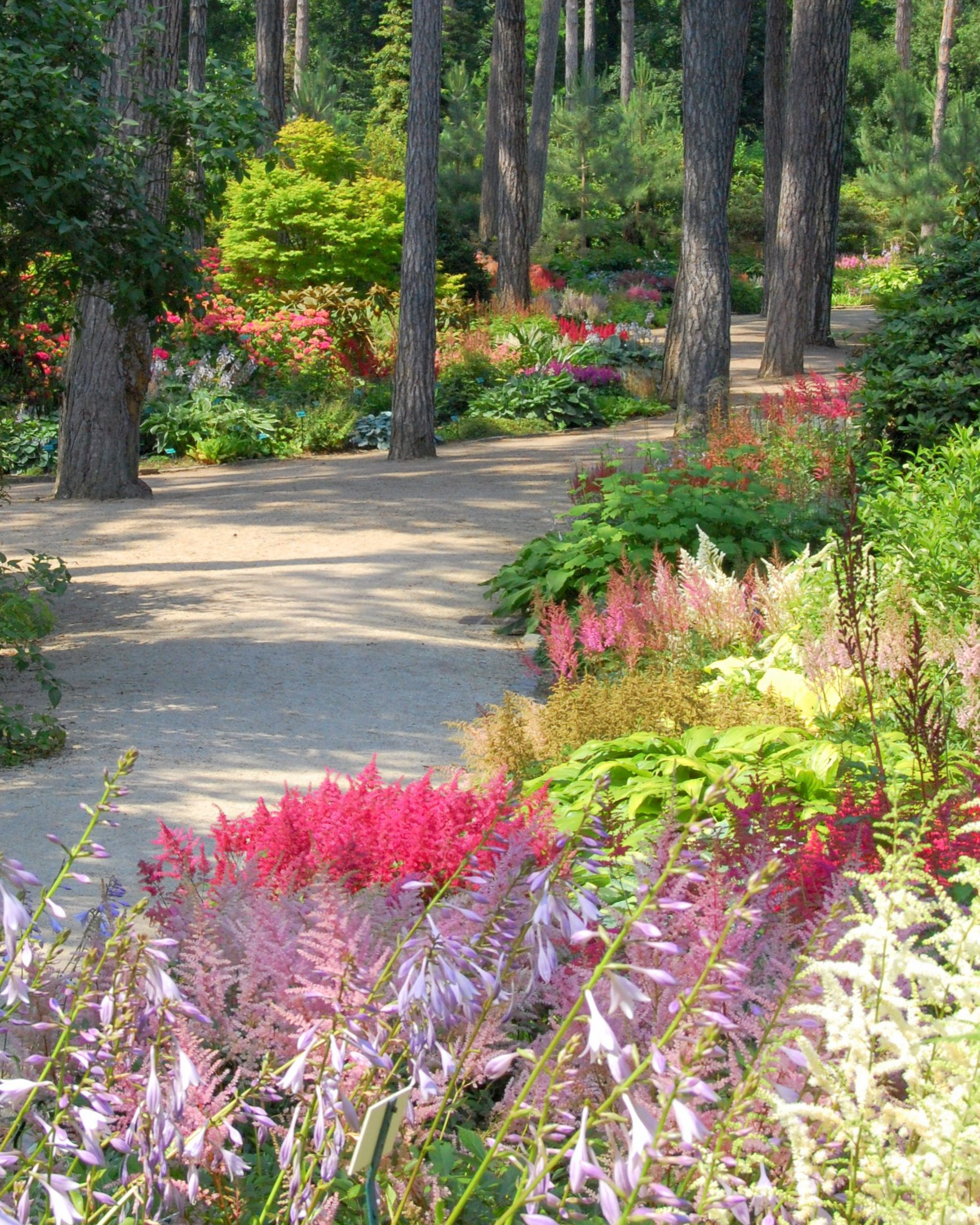
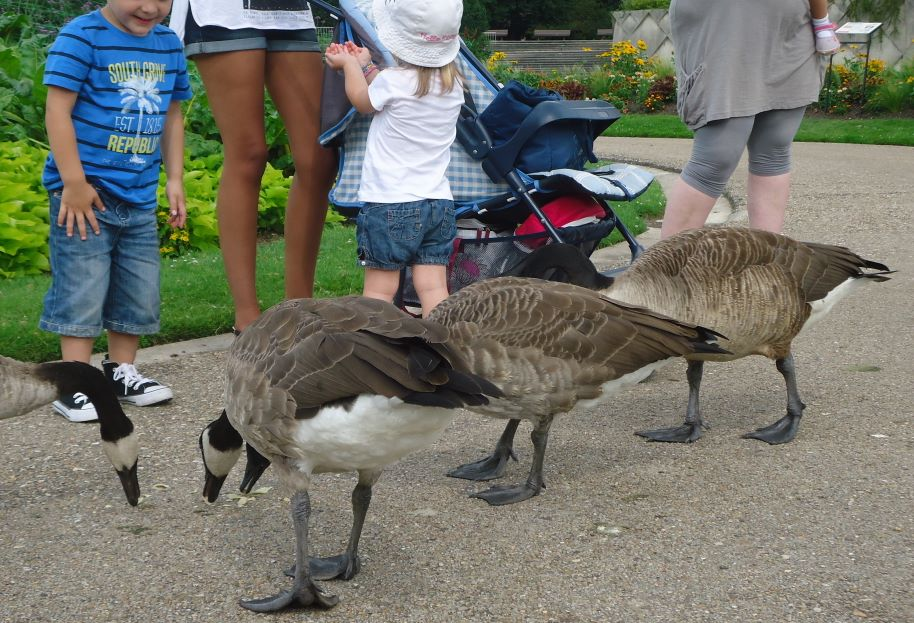
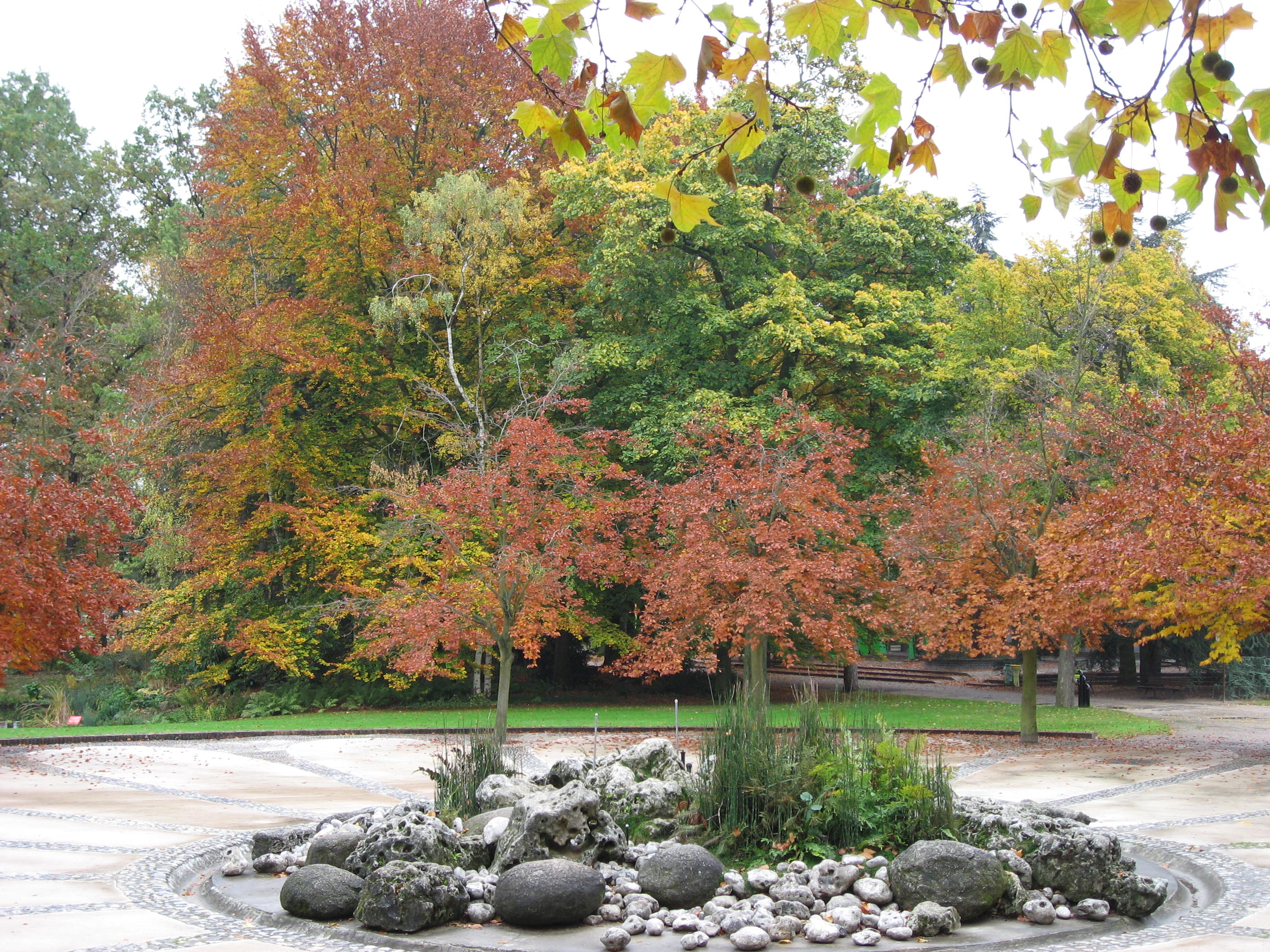

## ギャラリー 2 (植物)

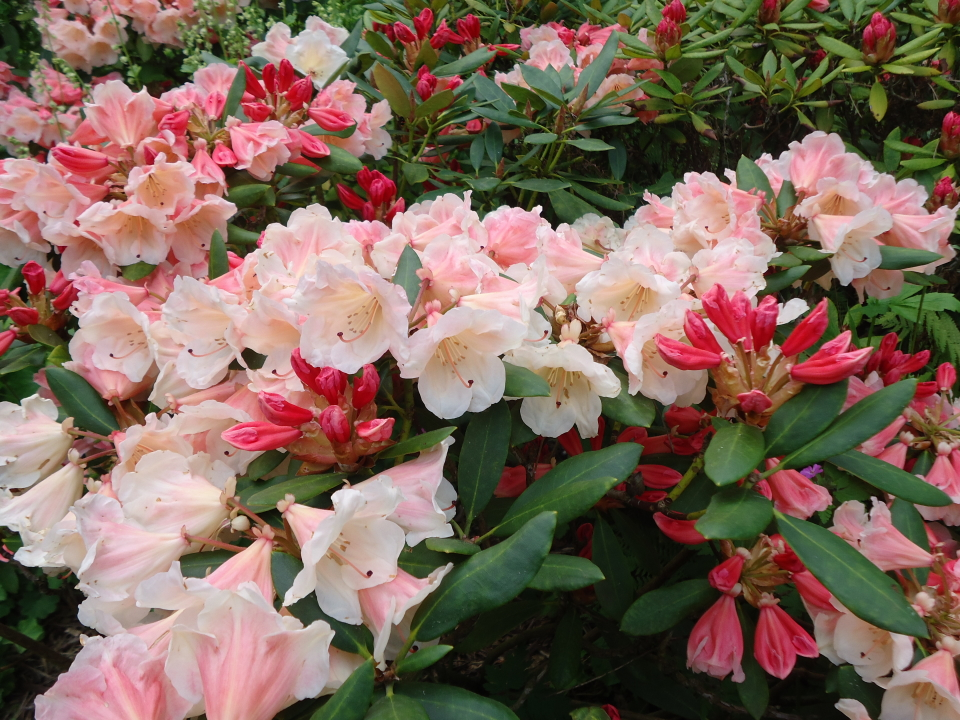
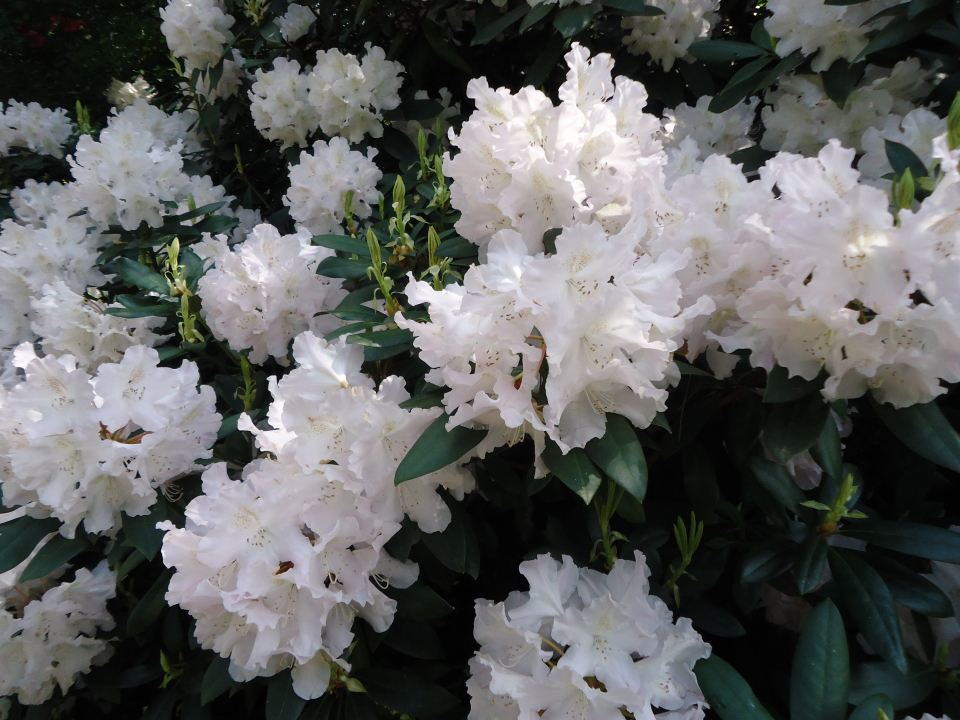
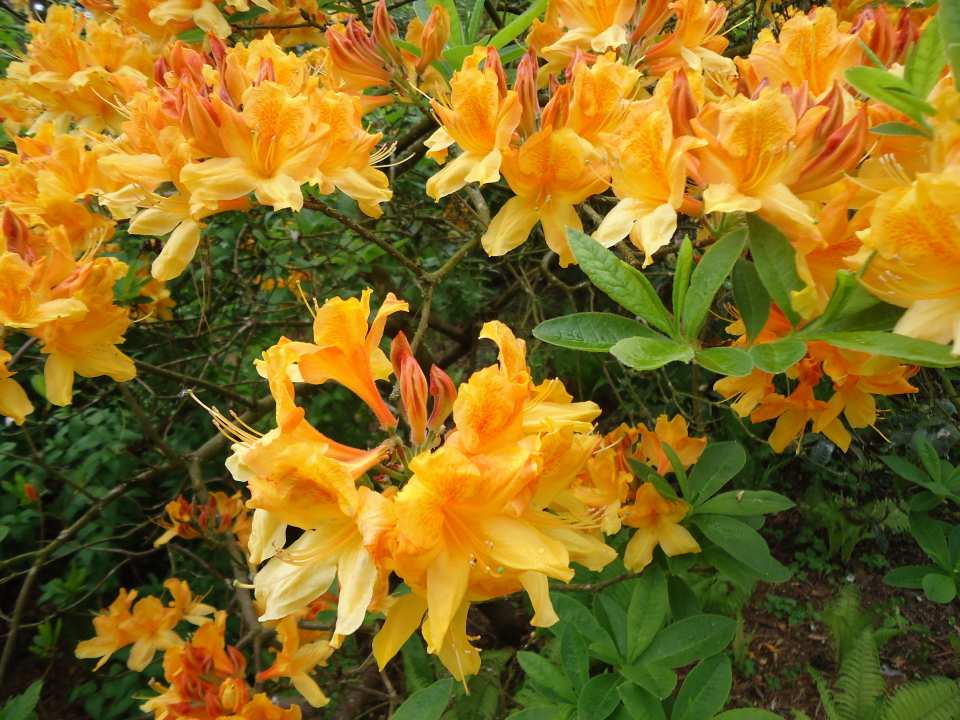
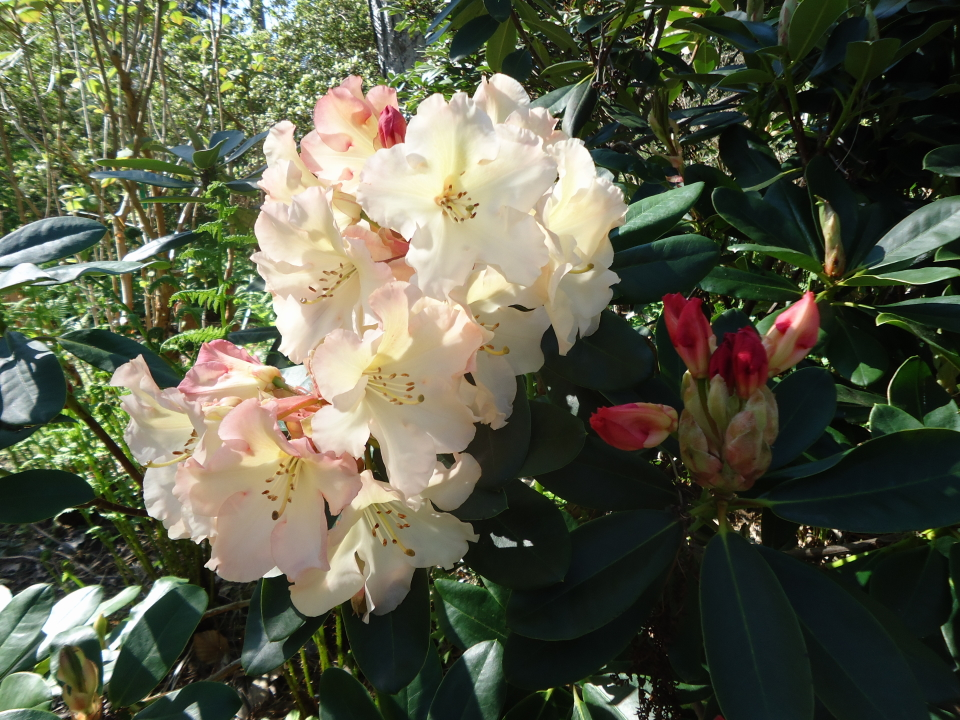
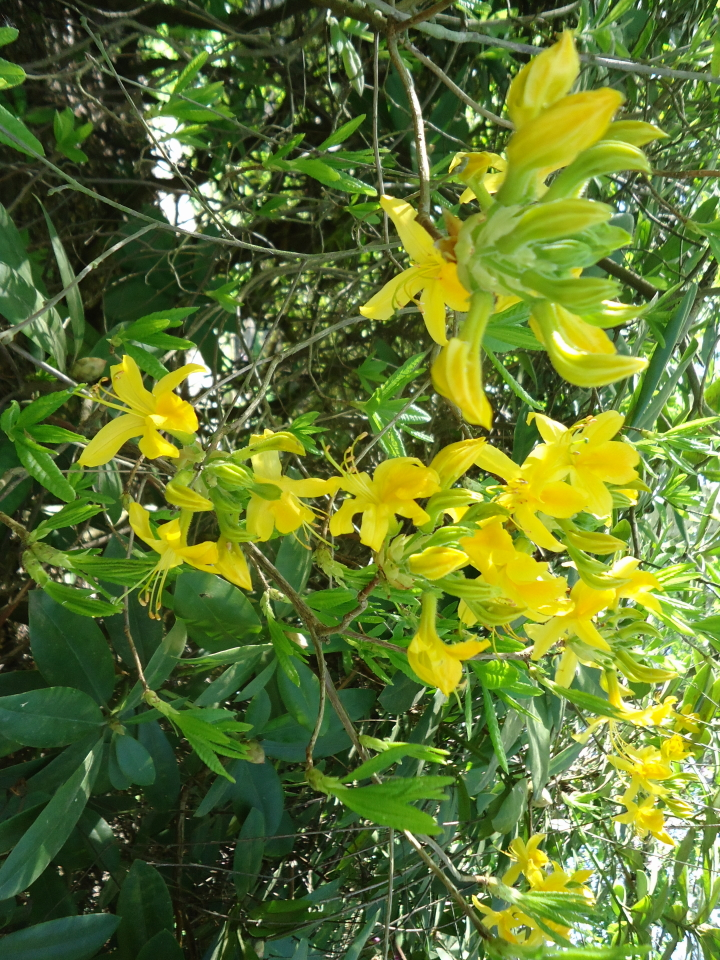
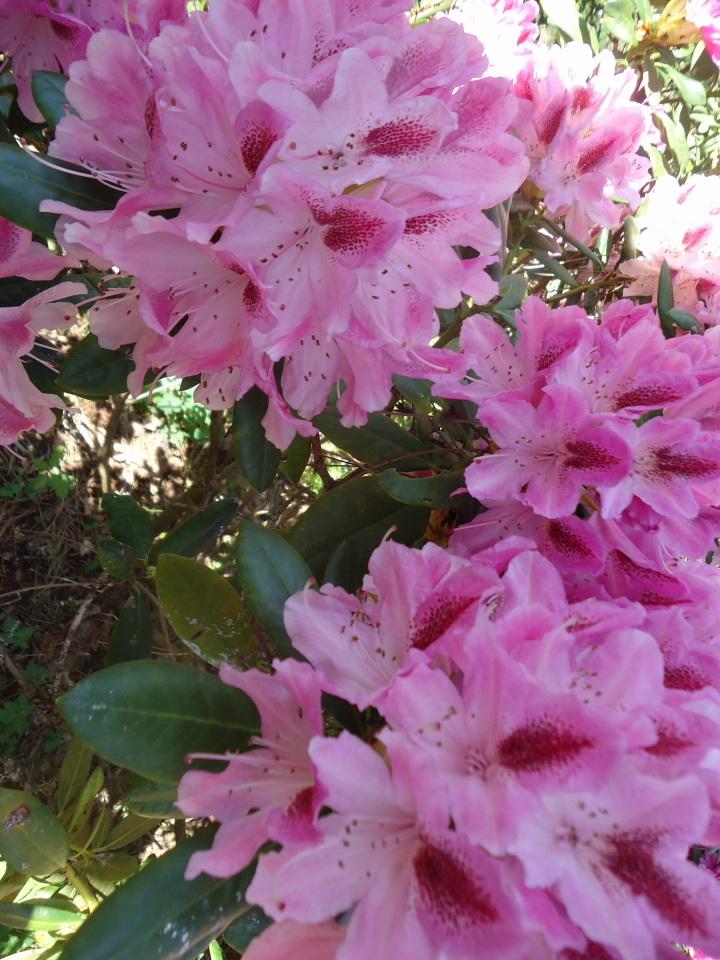
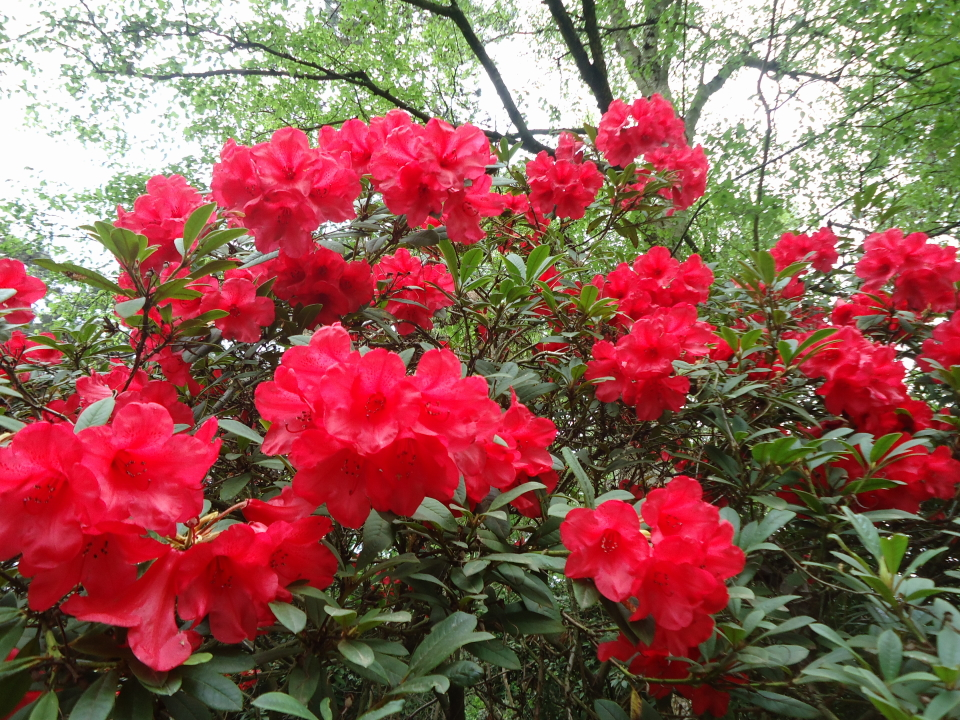
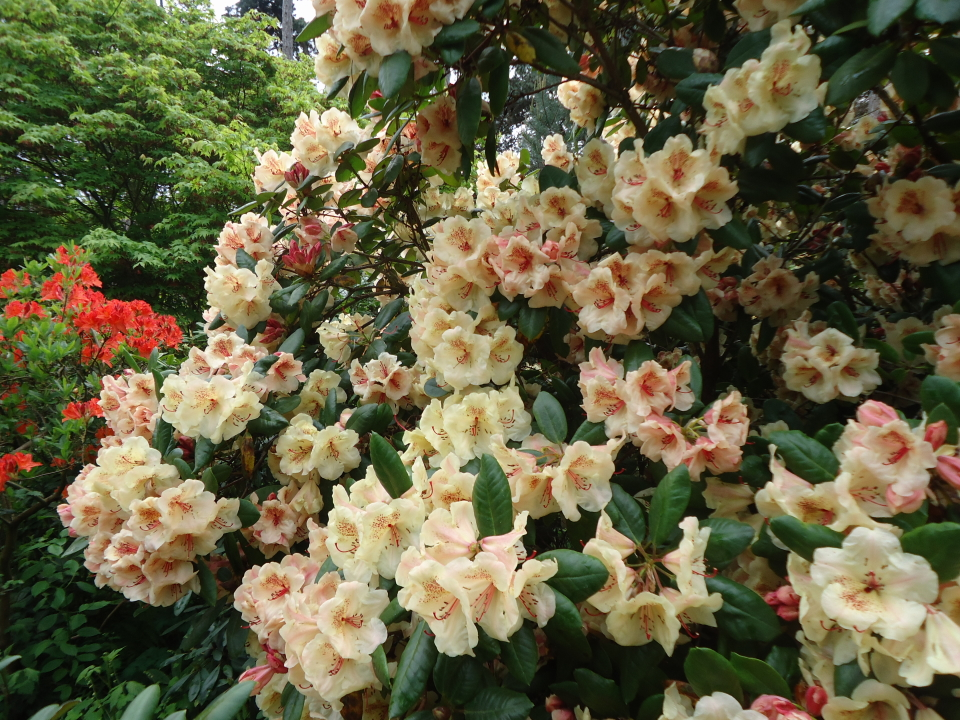
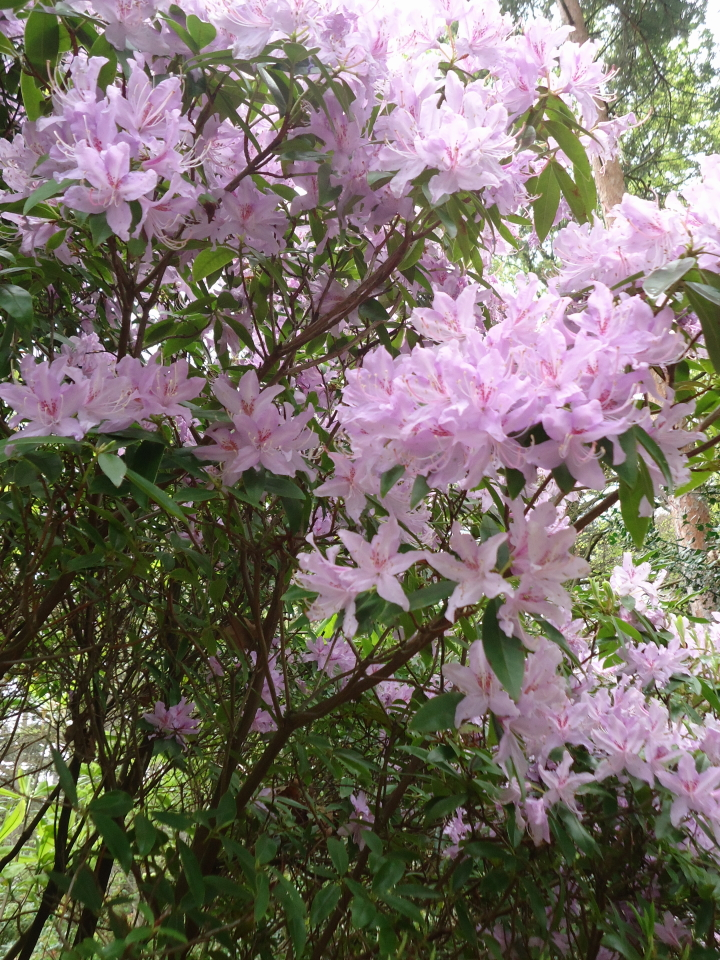
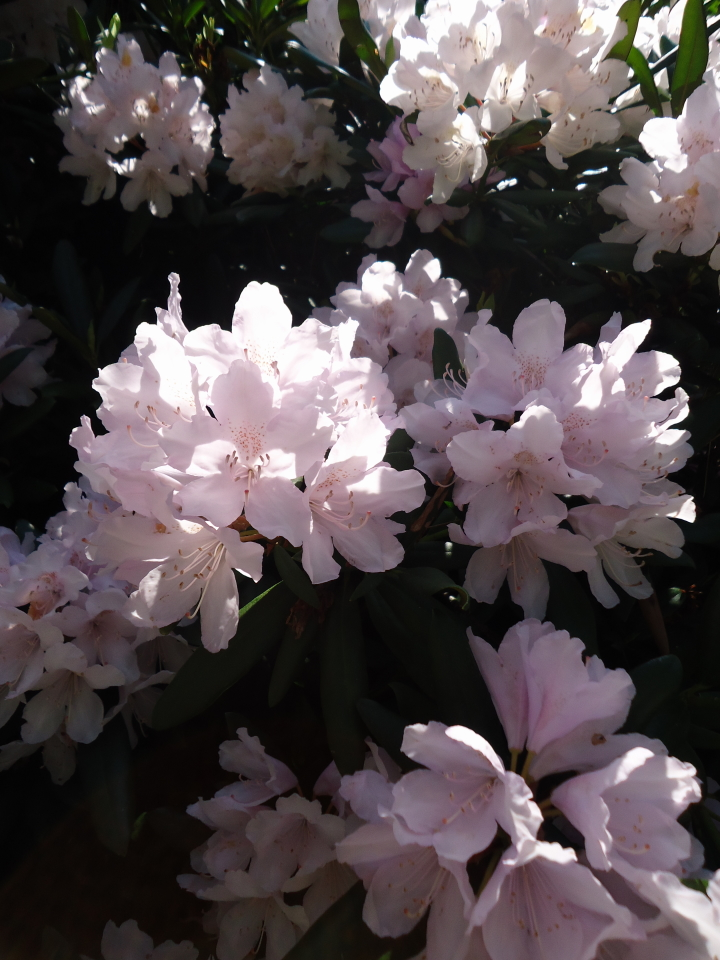

ツツジ科
その他

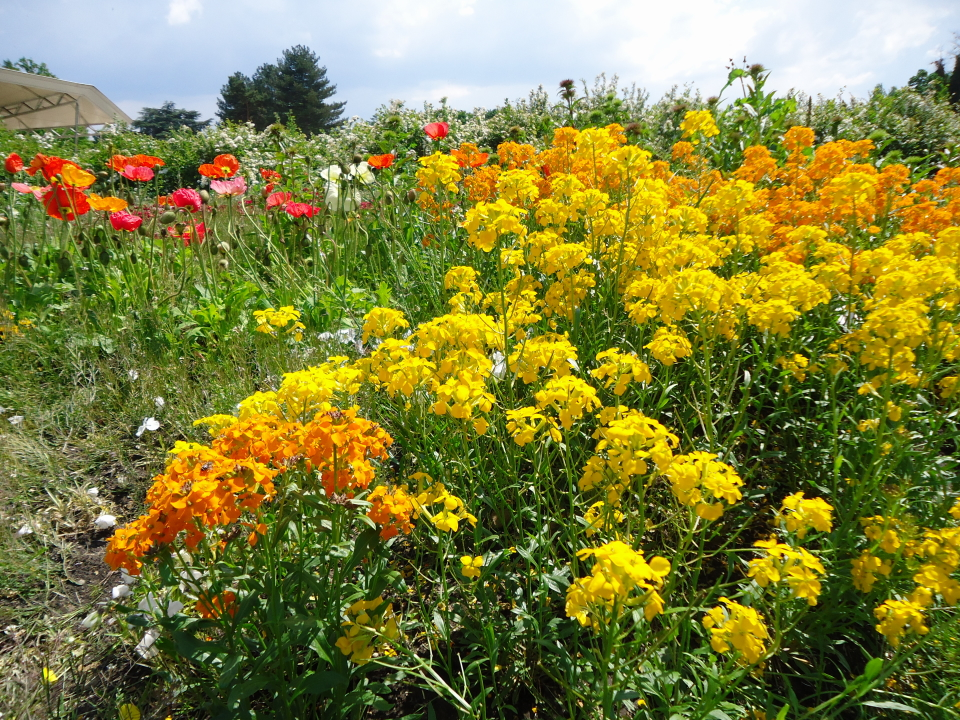
アブラナ科
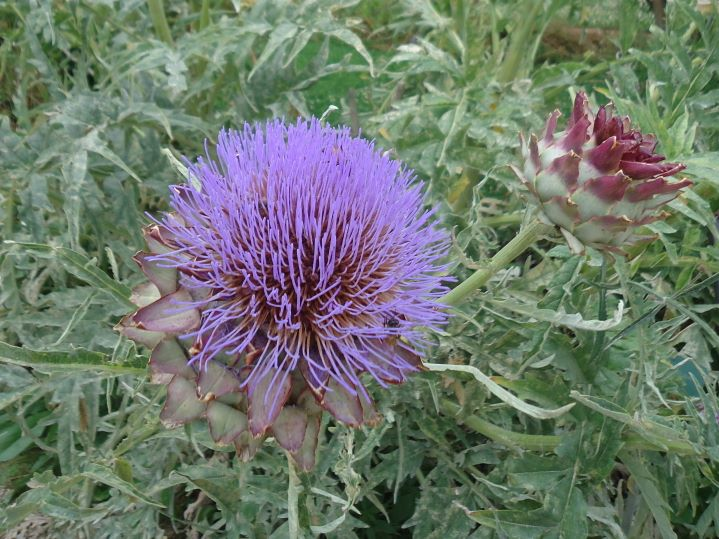
アザミ
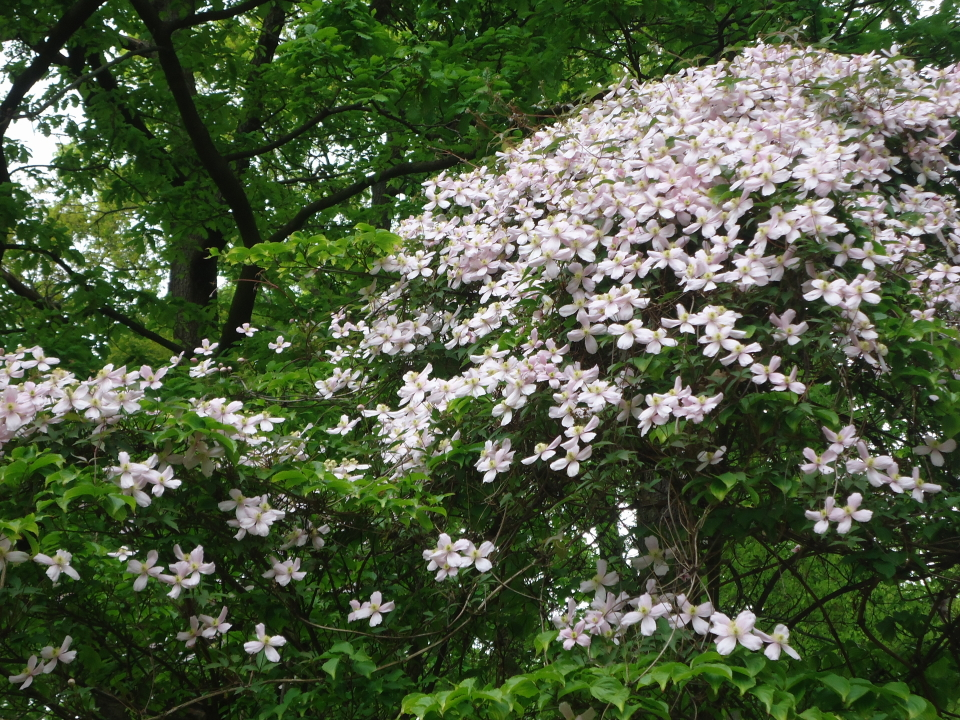
ハナミズキ
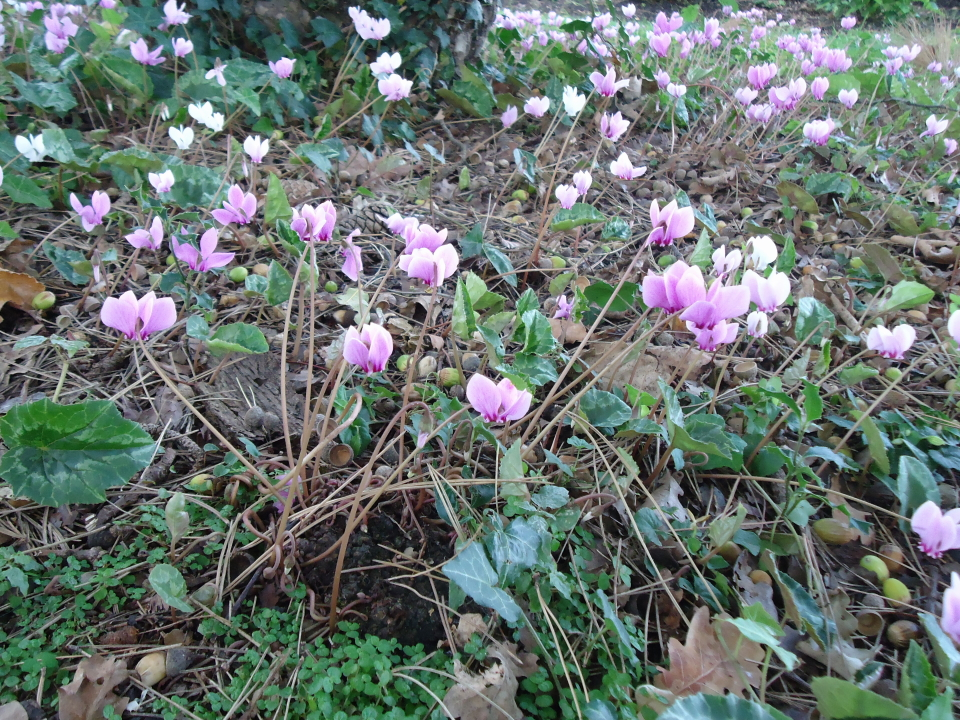
シクラメン (野生種)
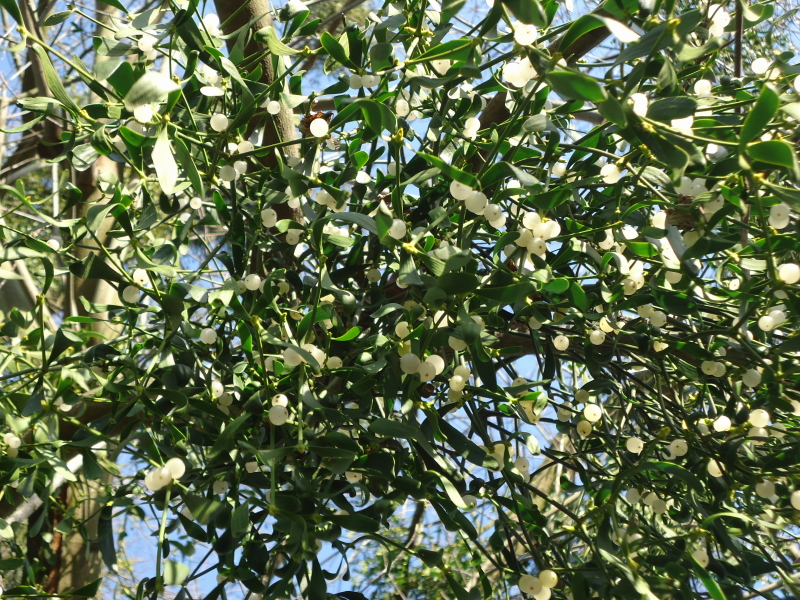
ヤドリギの実
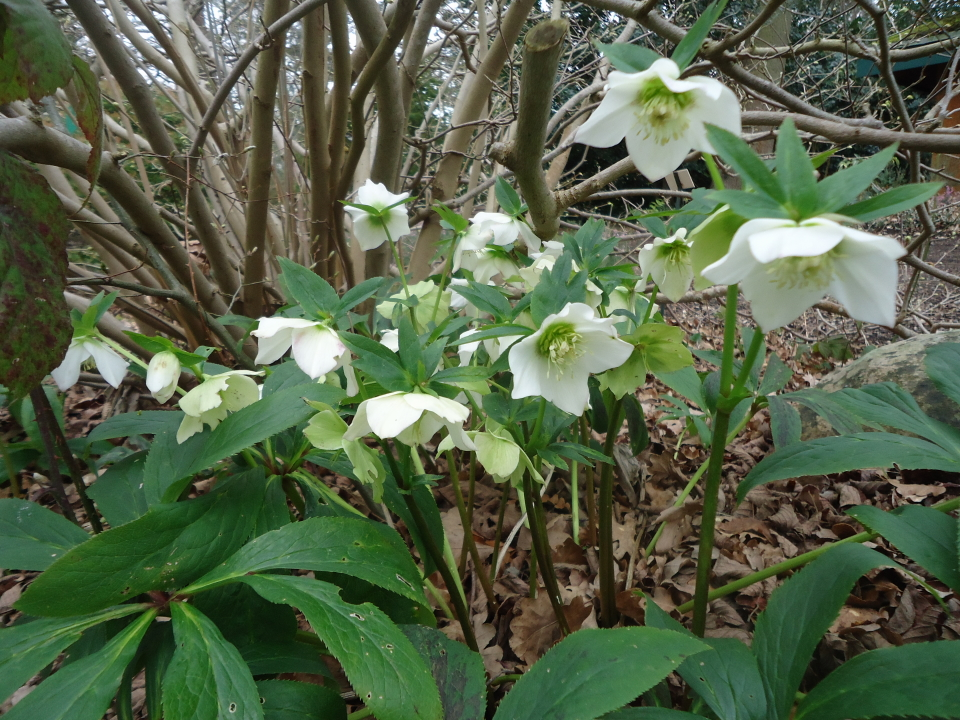
ヘレボルス
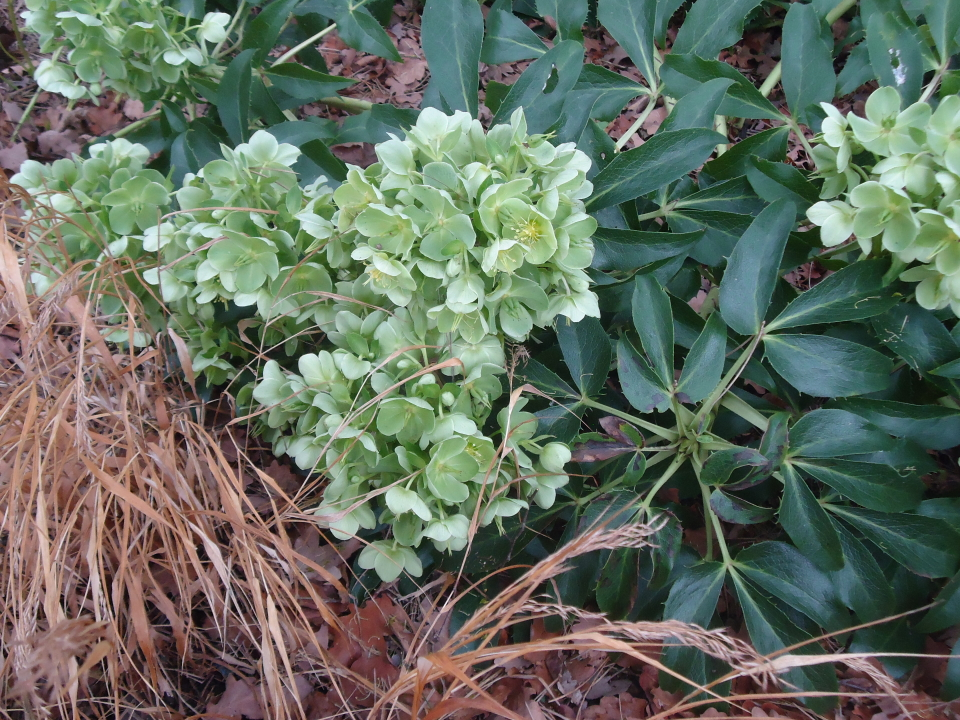
ヘレボルス (原種)
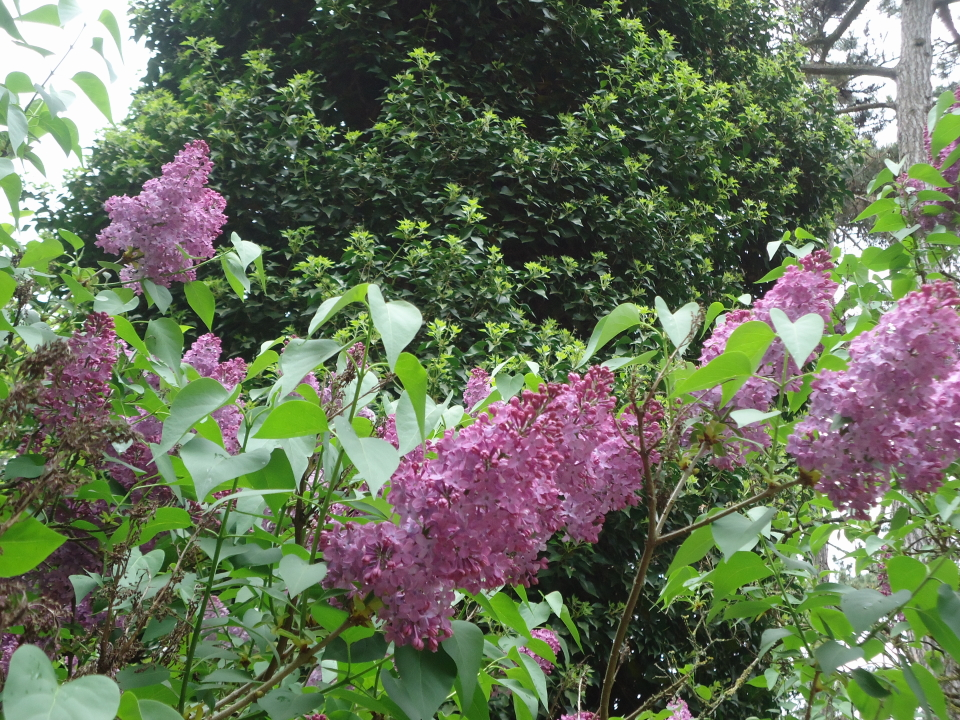
ライラック
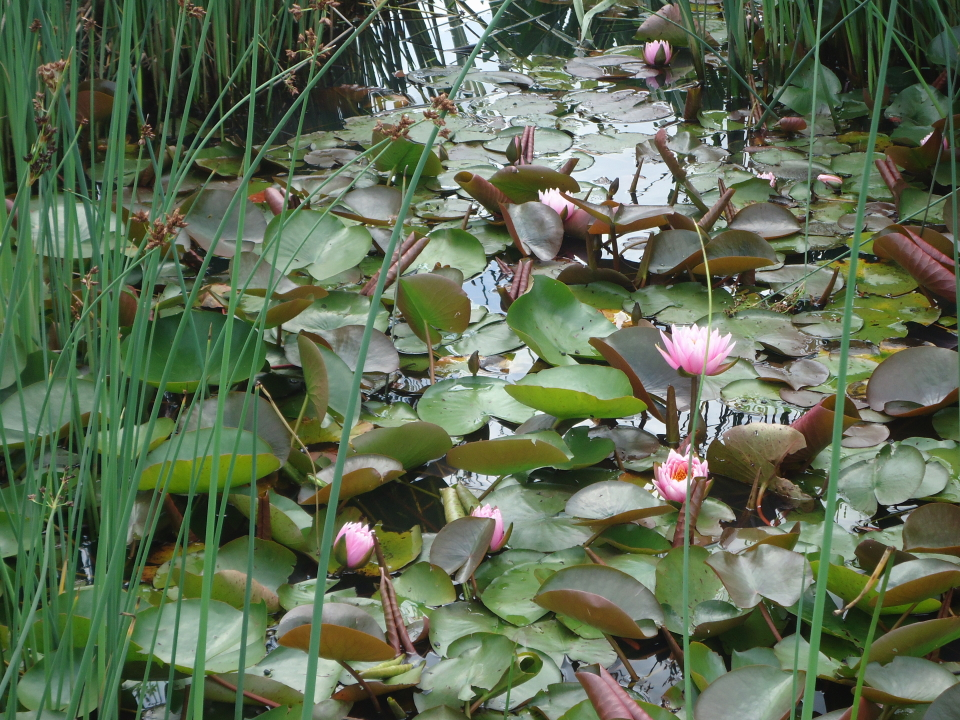
ハス
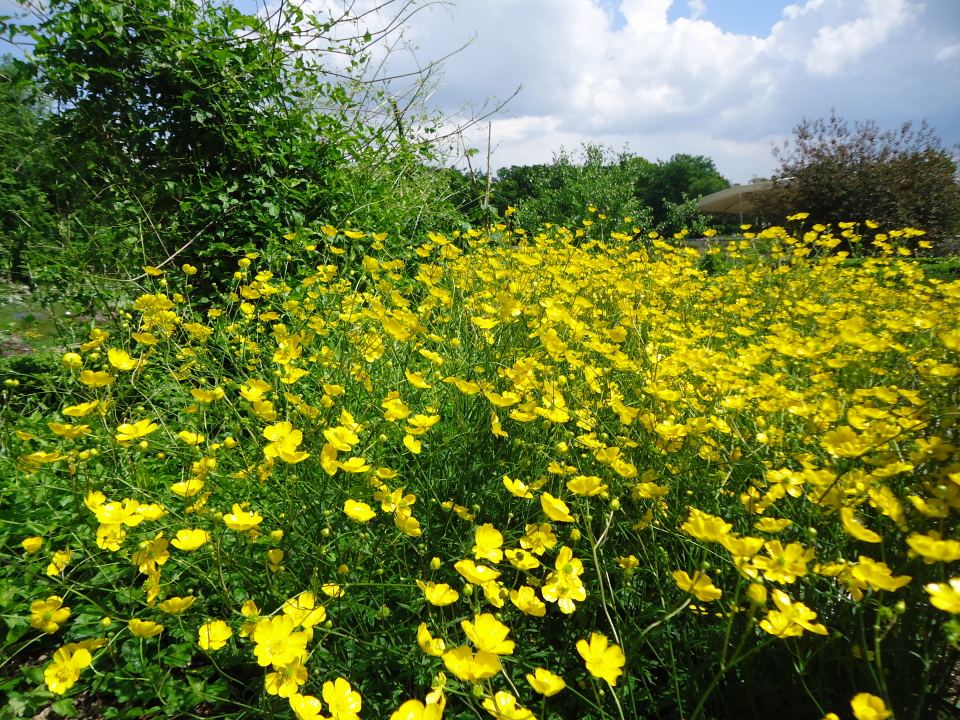
キンポウゲ科